# Hanscomova letecká základna
Hanscomova letecká základna (anglicky Hanscom Air Force Base; kód IATA je BED, kód ICAO KBED, kód FAA LID BED) je vojenská letecká základna letectva Spojených států amerických nacházející se 3,2 kilometru jihovýchodně od města Bedford ve státě Massachusetts. Hanscomova základna sdílí většinu svého zázemí s civilním letištěm Hanscom Field. Je domovskou základnou jednotky Národní gardy s názvem 66th Air Base Group, v jejíchž řadách zde pracuje a žije na 3000 zaměstnanců. Základna byla dobudována v roce 1942, pojmenována byla podle Laurence G. Hanscoma, pilota a zpravodaje deníku Worcester Telegram-Gazette.